# Stiporyzopsis caduca
Stiporyzopsis caduca är en gräsart som först beskrevs av William James Beal, och fick sitt nu gällande namn av Bertil Lennart Johnson och Rogler. Stiporyzopsis caduca ingår i släktet Stiporyzopsis och familjen gräs. Inga underarter finns listade i Catalogue of Life.